# Vranić (Barajevo)
Vranić (Servisch cyrillisch Вранић) is een plaats in de Servische gemeente Barajevo. De plaats telt 3899 inwoners (2002).